# Фабіо Сесіліо
Фабіо Мігель Валадарес Сесіліо, також відомий як Фабіо Сесіліо (нар. 30 квітня 1993, Табуасу) — португальський футзаліст. У складі збірної Португалії він був чемпіоном світу в 2021 році та чемпіоном Європи в 2018 і 2022 роках.

## Кар'єра
У 2018 році він входив до складу збірної Португалії, яка виграла чемпіонат Європи, забив гол у переможному матчі проти Румунії (4:1).

## Досягнення

### Клубні
- Чемпіонат Португалії: 2018-2019
- Кубок Португалії: 2016-2017

### Національні
- Чемпіонат світу: 2021
- Чемпіонат Європи: 2018, 2022